# Sysjjik
Sysjjik (russisk: Сыщик) er en sovjetisk spillefilm fra 1979 af Vladimir Fokin.

## Medvirkende
- Andrej Tasjkov som Kulik
- Boris Khimitjev som Kolja
- Igor Kvasja som Klimov
- Nikolaj Skorobogatov som Sorokin
- Jurij Gusev som Guladze